# کشور خدا (ترانه بلیک شلتون)
«کشور خدا» (به انگلیسی: God Country) آهنگی است که توسط بلیک شلتون خواننده موسیقی کانتری در آمریکا ضبط شده‌است. این ترانه در ۲۹ مارس ۲۰۱۹ به عنوان اولین تیتراژ تک و جزئی از آلبوم تلفیقی او Fully Loaded: God Country منتشر شد. این آهنگ توسط دیوین داوسو، جردن اشمیدیت و هاردی نوشته شده‌است.